# Comuna de Rawa Mazowiecka
Rawa Mazowiecka (polaco: Gmina Rawa Mazowiecka) é uma gminy (comuna) na Polónia, na voivodia de Lodz e no condado de Rawski. A sede do condado é a cidade de Rawa Mazowiecka.
De acordo com os censos de 2004, a comuna tem 8550 habitantes, com uma densidade 52,1 hab/km².

## Área
Estende-se por uma área de 163,98 km², incluindo:
- área agricola: 78%
- área florestal: 15%

## Demografia
Dados de 30 de Junho 2004:
|                      | Total   | Total | Mulheres | Mulheres | Homens  | Homens |
| -------------------- | ------- | ----- | -------- | -------- | ------- | ------ |
|                      | pessoas | %     | pessoas  | %        | pessoas | %      |
| População            | 8550    | 100   | 4311     | 50,4     | 4239    | 49,6   |
| Densidade (pop./km²) | 52,1    | 100   | 26,3     | 26,3     | 25,9    | 25,9   |

De acordo com dados de 2002, o rendimento médio per capita ascendia a 1098,42 zł.

## Subdivisões
- Boguszyce, Bogusławki Małe, Byszewice, Chrusty, Dziurdzioły, Garłów, Głuchówek, Jakubów, Janolin, Julianów, Kaleń, Kaliszki, Konopnica, Księża Wola, Kurzeszyn, Leopoldów, Linków, Lutkówka, Małgorzatów, Matyldów, Niwna, Nowa Wojska, Pasieka Wałowska, Podlas, Przewodowice, Pukinin, Rogówiec, Rossocha, Soszyce, Stara Wojska, Stare Byliny, Ścieki, Wałowice, Wilkowice, Wołucza, Zagórze, Zawady, Żydomice.

## Comunas vizinhas
- Biała Rawska, Cielądz, Czerniewice, Głuchów, Nowy Kawęczyn, Rawa Mazowiecka, Regnów, Skierniewice, Żelechlinek